# Edward Clancy
Edward Clancy –conocido como Ed Clancy– (Barnsley, 12 de marzo de 1985) es un deportista británico que compite en ciclismo en las modalidades de pista, especialista en las pruebas de persecución por equipos y ómnium, y ruta.
Participó en tres Juegos Olímpicos de Verano, entre los años 2008 y 2016, obteniendo en total cuatro medallas, oro en Pekín 2008, oro y bronce en Londres 2012 y oro en Río de Janeiro 2016, las tres medallas de oro las obtuvo en la prueba de persecución por equipos (en 2008 junto con Paul Manning, Geraint Thomas y Bradley Wiggins, en 2012 con Geraint Thomas, Steven Burke y Peter Kennaugh, y en 2016 con Steven Burke, Owain Doull y Bradley Wiggins).
Ganó 12 medallas en el Campeonato Mundial de Ciclismo en Pista entre los años 2005 y 2019, y 7 medallas en el Campeonato Europeo de Ciclismo en Pista entre los años 2010 y 2019.
Clancy fue nombrado miembro de la Orden del Imperio Británico (MBE) en el año 2011 por sus éxitos deportivos.

## Medallero internacional
| Juegos Olímpicos   | Juegos Olímpicos              | Juegos Olímpicos  | Juegos Olímpicos        |
| Año                | Lugar                         | Medalla           | Competición             |
| ------------------ | ----------------------------- | ----------------- | ----------------------- |
| 2008               | Pekín ( China)                | Medalla de oro    | Persecución por equipos |
| 2012               | Londres ( Reino Unido)        | Medalla de oro    | Persecución por equipos |
| 2012               | Londres ( Reino Unido)        | Medalla de bronce | Ómnium                  |
| 2016               | Río de Janeiro ( Brasil)      | Medalla de oro    | Persecución por equipos |
| Campeonato Mundial |                               |                   |                         |
| Año                | Lugar                         | Medalla           | Competición             |
| 2005               | Los Ángeles ( Estados Unidos) | Medalla de oro    | Persecución por equipos |
| 2007               | Palma de Mallorca ( España)   | Medalla de oro    | Persecución por equipos |
| 2008               | Mánchester ( Reino Unido)     | Medalla de oro    | Persecución por equipos |
| 2010               | Ballerup ( Dinamarca)         | Medalla de oro    | Ómnium                  |
| 2010               | Ballerup ( Dinamarca)         | Medalla de plata  | Persecución por equipos |
| 2011               | Apeldoorn ( Países Bajos)     | Medalla de bronce | Persecución por equipos |
| 2012               | Melbourne ( Australia)        | Medalla de oro    | Persecución por equipos |
| 2013               | Minsk ( Bielorrusia)          | Medalla de plata  | Persecución por equipos |
| 2015               | Saint-Quentin ( Francia)      | Medalla de plata  | Persecución por equipos |
| 2016               | Londres ( Reino Unido)        | Medalla de plata  | Persecución por equipos |
| 2018               | Apeldoorn ( Países Bajos)     | Medalla de oro    | Persecución por equipos |
| 2019               | Pruszków ( Polonia)           | Medalla de plata  | Persecución por equipos |
| Campeonato Europeo |                               |                   |                         |
| Año                | Lugar                         | Medalla           | Competición             |
| 2010               | Pruszków ( Polonia)           | Medalla de oro    | Persecución por equipos |
| 2011               | Apeldoorn ( Países Bajos)     | Medalla de oro    | Persecución por equipos |
| 2011               | Apeldoorn ( Países Bajos)     | Medalla de oro    | Ómnium                  |
| 2013               | Apeldoorn ( Países Bajos)     | Medalla de oro    | Persecución por equipos |
| 2014               | Baie-Mahault ( Francia)       | Medalla de oro    | Persecución por equipos |
| 2014               | Baie-Mahault ( Francia)       | Medalla de bronce | Scratch                 |
| 2019               | Apeldoorn ( Países Bajos)     | Medalla de bronce | Persecución por equipos |

1. ↑  Compitió en la ronda de clasificación.

## Palmarés

### Palmarés en pista
2007
- Campeonato Mundial Persecuciión por Equipos (haciendo equipo con Geraint Thomas, Paul Manning y Bradley Wiggins)

2008
- Campeonato Mundial Persecución por Equipos (haciendo equipo con Geraint Thomas, Paul Manning y  Bradley Wiggins)
- Campeonato Olímpico Persecución por Equipos (haciendo equipo con Bradley Wiggins, Paul Manning y Geraint Thomas)

2010
- Campeonato Mundial de Omnium
- 2.º en el Campeonato Mundial Persecución por Equipos (haciendo equipo con Andrew Tennant, Ben Swift y  Steven Burke)
- Campeonato Europeo Persecución por Equipos (haciendo equipo con Steven Burke,  Jason Queally y Andrew Tennant)

2011
- Melbourne Persecución por Equipos (haciendo equipo con Steven Burke, Geraint Thomas y Bradley Wiggins)
- Campeonato Europeo Persecución por Equipos (haciendo equipo con Steven Burke, Peter Kennaugh y Andrew Tennant)
- Campeonato Europeo de Omnium

2012
- Campeonato Mundial Persecución por Equipos (haciendo equipo con Geraint Thomas, Andrew Tennant y Peter Kennaugh)
- Campeonato Olímpico Persecución por Equipos (haciendo equipo con Peter Kennaugh, Geraint Thomas y Steven Burke)
- 3.º en el Campeonato Olímpico de Omnium

2013
- 2.º en el Campeonato Mundial Persecución por Equipos (haciendo equipo con Andrew Tennant, Samuel Harrison y  Steven Burke)
- Campeonato Europeo Persecución por Equipos (haciendo equipo con Owain Doull,  Steven Burke y Andrew Tennant)

2014
- Campeonato Europeo Persecución por Equipos (haciendo equipo con Owain Doull,  Jonathan Dibben y Andrew Tennant)
- 3.º en el Campeonato Europeo en scratch

2015
- 2.º en el Campeonato Mundial Persecución por Equipos (haciendo equipo con Owain Doull, Steven Burke y Andrew Tennant)

2016
- 2.º en el Campeonato Mundial Persecución por Equipos (haciendo equipo con Jonathan Dibben, Owain Doull y Bradley Wiggins)
- Campeonato Olímpico Persecución por Equipos (haciendo equipo con Bradley Wiggins, Owain Doull y Steven Burke)

2018
- Campeonato Mundial Persecución por Equipos (haciendo equipo con Kian Emadi, Ethan Hayter y Charlie Tanfield)

### Palmarés en ruta
2005
- 1 etapa del Tour de Berlín

2011
- 1 etapa del Tour de Corea

2018
- 1 etapa del Herald Sun Tour

### Resultados en laCopa del Mundo
- 2006-2007
  - 1.º en Mánchester y Moscú, en Persecución por equipos
- 2007-2008
  - 1.º en Sídney, Pekín y Copenhague, en Persecución por equipos
- 2008-2009
  - 1.º en Mánchester, en Persecución
  - 1.º en Mánchester y Copenhague, en Persecución por equipos
- 2009-2010
  - 1.º en Mánchester, en Persecución por equipos
- 2010-2011
  - 1.º en Cali, en Omnium
  - 1.º en Mánchester, en Persecución por equipos
- 2013-2014
  - 1.º en Mánchester, en Persecución por equipos